# Opel (familj)

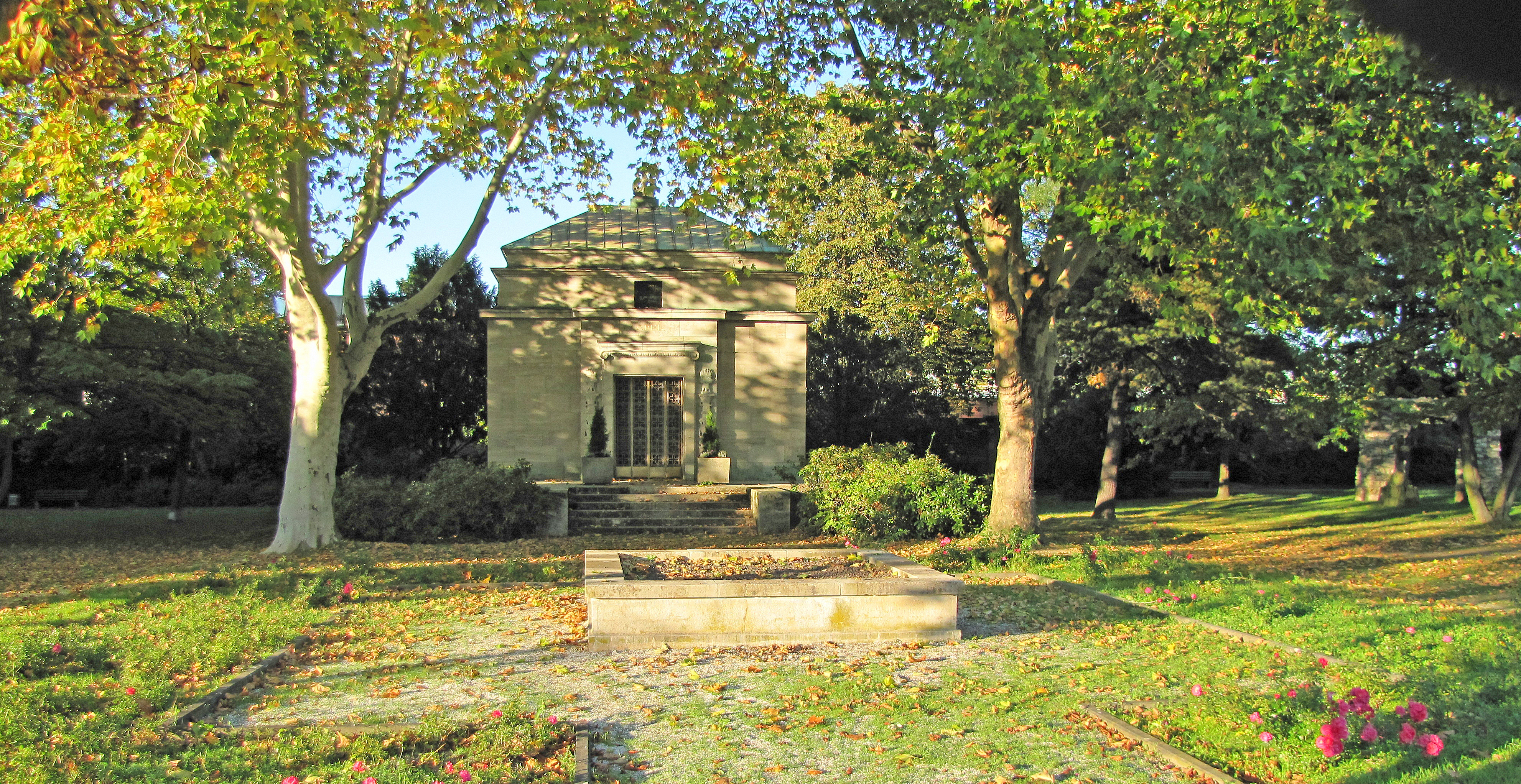
Familjen Opels mausoleum.

Opel är en tysk familj som delvis är adlig som von Opel och känd som grundare och ägare av Opel. 
Familjen Opel har burit sitt namn sedan omkring 1595, då som Oppel som senare blev Opel. Den del som grundade industriföretaget Opel går tillbaka till Adam Opel som startade tillverkning av symaskiner och senare cyklar i Rüsselsheim. Hans fru och söner började efter hans död att tillverka bilar. 1917 blev Wilhelm Opel, Heinrich Opel och Carl Opel adlade av Hessen och deras namn ändrades till von Opel. Familjemedlemmar har haft framgångar inom motorsport (Rikky von Opel) och ridsport. Chipsmärket Chio är också grundat av medlemmar ur familjen. 

## Familjemedlemmar
- Adam Opel
- Wilhelm Opel
- Heinrich Opel
- Carl Opel
- Fritz von Opel
- Eilinor von Opel
- Rikky von Opel
- Gunter Sachs von Opel